# Arthur John Priest
Arthur John Priest (31 de agosto de 1887 - 11 de fevereiro de 1937) foi um bombeiro e foguista inglês que se destacou por sobreviver a quatro naufrágios de navios, incluindo o RMS Titanic, HMS Alcantara, HMHS Britannic e SS Donegal. Devido a esses incidentes, Priest ganhou o apelido de "o foguista inafundável".

## Vida
Priest era filho de Harry Priest e sua esposa Elizabeth Garner, e era um dos doze filhos. Em 1915, Priest casou-se com Annie Martin em Birkenhead e teve três filhos; chamados Arthur John, George e Frederick Harry. A família viveu por vários anos na Briton Street nº 17, Southampton.
Priest trabalhava como foguista, nas entranhas de navios movidos a vapor. Ele era considerado parte da gangue negra, em um grupo de 27 homens, que consistia em seis bombeiros, dois aparadores e o mordomo dos bombeiros coloquialmente conhecido como 'Peggy' cuja tarefa era levar comida e refrescos para o grupo. Enquanto trabalhava como foguista, Priest sobreviveu a quatro naufrágios de navios e duas grandes colisões, a maioria deles durante a Primeira Guerra Mundial. Os navios em questão eram o RMS Asturias (colisão na viagem inaugural, 1908), RMS Olympic (colisão com o Hawke, 1911), RMS Titanic (afundado por um iceberg, 1912), HMS Alcantara (afundado em combate, 1916), HMHS Britannic (afundado por uma mina, 1916) e SS Donegal (torpedeado, 1917).
Dois outros sobreviventes do Titanic, Archie Jewell e Violet Jessop, mais tarde também sobreviveriam ao naufrágio do Britannic com Priest, com Jewell sendo morto mais tarde no Donegal. Em 1917, Priest foi premiado com a Faixa da Marinha Mercante por seu serviço na guerra.
Após o naufrágio do SS Donegal, Priest se aposentou do trabalho no mar e deixou o emprego de foguista. Ele viveu o resto de seus dias em Southampton, com sua esposa Annie. Ele afirmou que "ninguém queria navegar com ele depois desses desastres".
Além de suas histórias de sobrevivência, há pouca informação sobre sua vida pessoal. Segundo fontes, ele morreu em 1937 em sua casa em Southampton aos 49 anos de pneumonia. Ele está enterrado no Cemitério Hollybrook em Southampton, Inglaterra. Ele recebeu o apelido de "o fogueiro inafundável" por causa de suas histórias de sobrevivência no mar.